# 早稲田大学合唱団
早稲田大学合唱団（わせだだいがくがっしょうだん、Waseda University Chorus）とは、早稲田大学の学生及びインカレで構成される混声合唱団。通称「早合（そうあい）」。

## 概要
学生指揮者による指導のもと、サマーコンサート、定期演奏会の2つの演奏会を軸に活動している。例年、定期演奏会では客演指揮者が1ステージを受け持つ。

## 歴史
- 1953年 早稲田大学合唱団創立。6月には旗揚げ発表会を行う。[1]
- 1955年 創立3周年記念講演を開催する。[1]
- 1956年 早稲田大学の公認サークルとなる。[1]
- 1959年 早稲田大学室内合唱団と分裂。定期演奏会中止。[1]
- 1982年 早稲田大学創立100周年記念演奏会にて、他団体とともにマーラー作曲　交響曲第8番「一千人の交響曲」アマチュア初演。[1]
- 1995年 第40回記念定期演奏会にて、山本純ノ介「光葬」委嘱初演。[1]
- 2005年 第50回記念定期演奏会にて、信長貴富「世界は一冊の本」委嘱初演。[1]
- 2010年 第55回定期演奏会にて、なかにしあかね「ポーの鐘」委嘱初演。[1]
- 2013年 2013 ワールド・ベースボール・クラシック東京ラウンド開幕セレモニーに出演。[1]

## 演奏楽曲
| 西暦 |          | 曲集             | 作曲者     |
| ---- | -------- | ---------------- | ---------- |
| 2018 | 平成30年 | 愛のプロローグ   | 高嶋みどり |
|      |          | まだ見ぬあなたへ | 北川昇     |
|      |          | 夢の意味         | 上田真樹   |

## 委嘱初演作品
- 山本純之介 - 光葬（1995年）
- 信長貴富 - 世界は一冊の本（2005年）
- なかにしあかね - ポーの鐘（2010年）